# Lisiteia
Lisitéia (ou Lisiteia ou Lisitéa ou Lisitea), na mitologia grega, era filha de Oceano e uma das amantes de Zeus.
Alternadamente, Lisitéia era outro nome de Sêmele, filha de Cadmos e de Harmonia, irmã de Agave, Autonoë, Ino e Polidoro, mãe de Dioniso (com Zeus) e que se tornou Tíone após ter sido salva de Hades por seu divino filho.
Outra Lisitéia é mencionada por Clemente de Alexandria em seu catálogo de amantes de Júpiter, como filha de Eveno e mãe de Heleno (Recognitions, livro 10, cap. XXI).
hapter XXI).